# وودنی
وودنی (به فرانسوی: Voudenay) یک کمون در فرانسه با جمعیت ۱۹۴ نفر است که در Canton of Arnay-le-Duc واقع شده‌است.